# Jaroslav Kačmarčík

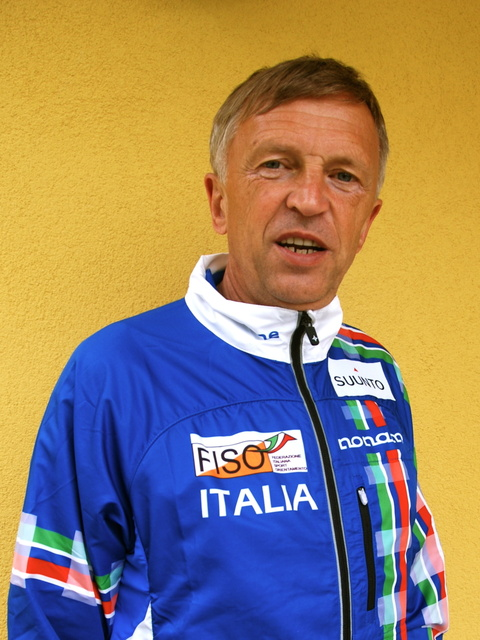
Jaroslav Kačmarčík år 2011.

Jaroslav Kačmarčík, född 3 mars 1954 i Třinec, är en tidigare tjeckoslovakisk orienterare. Han tog brons i stafett vid VM 1979 och silver i stafett vid VM 1983.